# Argentière-la-Bessée (tổng)
Tổng Argentière-la-Bessée là một tổng ở tỉnh Hautes-Alpes trong vùng Provence-Alpes-Côte d'Azur.

## Địa lý
Tổng này được tổ chức xung quanh L'Argentière-la-Bessée thuộc quận Briançon. Độ cao thay đổi từ 900 m (Champcella) à 4 102 m (Barre des Ecrins) với độ cao trung bình 1 148 m.

## Hành chính
| Giai đoạn | Ủy viên         | Đảng | Tư cách |
| --------- | --------------- | ---- | ------- |
|           | Raymond Marigne | UMP  |         |

## Các đơn vị cấp dưới
Tổng L'Argentière-la-Bessée gồm 9 xã với dân số là 5 912 người (điều tra năm 1999, dân số không tính trùng)
| Xã                         | Dân số | Mã bưu chính | Mã insee |
| -------------------------- | ------ | ------------ | -------- |
| L'Argentière-la-Bessée     | 2 289  | 05120        | 05006    |
| Champcella                 | 142    | 05310        | 05031    |
| Freissinières              | 169    | 05310        | 05058    |
| Pelvoux                    | 404    | 05340        | 05101    |
| Puy-Saint-Vincent          | 267    | 05290        | 05110    |
| La Roche-de-Rame           | 678    | 05310        | 05122    |
| Saint-Martin-de-Queyrières | 936    | 05120        | 05151    |
| Vallouise                  | 637    | 05290        | 05175    |
| Les Vigneaux               | 390    | 05120        | 05180    |

## Biến động dân số
| 1962                                                     | 1968  | 1975  | 1982  | 1990  | 1999  |
| -------------------------------------------------------- | ----- | ----- | ----- | ----- | ----- |
| 4 598                                                    | 4 946 | 5 012 | 5 468 | 5 462 | 5 912 |
| Nombre retenu à partir de 1962 : dân số không tính trùng |       |       |       |       |       |